# معهد الأبحاث الزراعية في أونتاريو
معهد الأبحاث الزراعية في أونتاريو (الإنجليزية: Agricultural Research Institute of Ontario) هو مؤسسة تابعة لشركة كراون الإقليمية المملوكة من قبل الملك، تأسست عام 1962 بموجب قانون معهد الأبحاث الزراعية في أونتاريو (ARIO) «لدعم مجالات البحث لتحسين الزراعة، الطب البيطري ودراسات المستهلكين»  و «زيادة كفاءة  الإنتاج وتسويق المنتجات الزراعية عن طريق تحفيز الاهتمام بالبحث».
يقع بجوار حرم جامعة غويلف.